# Sabrina Germanier
Pour les articles homonymes, voir Germanier.
Sabrina Soledad Germanier, née le 7 juin 1999 à Colón (Argentine), est une joueuse internationale argentine de volley-ball évoluant au poste de passeuse.

## Biographie

### Carrière
Originaire de la province d'Entre Ríos, elle commence à jouer au volley-ball dans le club local La Armonía avant de faire ses débuts dans le Championnat d'Argentine avec le Social y Deportivo San José. En 2016, elle est transférée à Boca Juniors (es) où elle remporte plusieurs titres régionaux et nationaux dont la Ligue argentine en 2018 et 2019. 
En 2021, elle rejoint la France en signant un contrat en faveur de Saint-Dié-des-Vosges.
De 2022 à 2024, elle évolue au Volley Club Harnésien. 
Lors de l'intersaison 2024, elle rejoint un 3e club du championnat Élite en s'engageant avec le Tremblay Athlétique Club.

### Équipe nationale argentine
Avec l'équipe d'Argentine des moins de 18 ans, elle est finaliste du championnat d'Amérique du Sud en 2014, battue par le Brésil. L'année suivante, elle remporte dans la même catégorie d'âge la Coupe panaméricaine.
Avec la sélection des moins de 21 ans, elle est finaliste de la Coupe panaméricaine (en) en 2015 (en).
Au cours de l'année 2021, elle fait ses débuts avec l'équipe d'Argentine où elle dispute notamment les Jeux olympiques de Tokyo. Les Panthères sont éliminées à l'issue du premier tour.
Elle fait partie de la liste des 14 joueuses retenues par le sélectionneur Hernán Ferraro (es) pour le Championnat du monde 2022 où l'équipe se classe 16e.

## Clubs
- Social y Deportivo San José (Entre Ríos) (2015–2016)
- Boca Juniors (es) (2016–2021)
- Saint-Dié-des-Vosges (2021–2022)
- Volley Club Harnésien (2022–2024)
- Tremblay Athlétique Club (2024–)

## Palmarès

### En sélection nationale
- Championnat d'Amérique du Sud des moins de 18 ans :
  - Finaliste en 2014.

- Coupe panaméricaine des moins de 18 ans (1) :
  - Vainqueur en 2015.

- Coupe panaméricaine des moins de 21 ans (en) :
  - Finaliste en 2015 (en).

### En club
- Championnat d'Argentine (2) :
  - Vainqueur en 2018, 2019.